# 岩田万蔵
岩田 万蔵（いわた まんぞう、1924年2月9日 - 1993年6月4日）は日本の空手武道家。 

## 人生とキャリア
岩田万蔵は、東京の岩田園という茶園を所有していた一族に生まれる。彼は10歳で糸東流空手の研究を始めた。中学では柔道 、剣道も学んだ。 また合気道の創設者である植芝盛平と祖父が仲の良い友人で、その元で合気道を学ぶ。岩田は東洋大学に進学し在籍中の1941年、糸東流空手創設者でグランドマスターの摩文仁賢和下で直接空手の訓練を始めた 。摩文は藤田西湖から杖道や南蛮殺到流拳法を教えられており、岩田も引き継がれるべく指導され 1943年、岩田は藤田から杖道師免状を授与された。1944年に東洋大学を卒業した後、摩文から師範の学位を授与された。 1966年に藤田が亡くなった後、岩田は彼の多くのスタイルを継承したが、甲賀流和田派忍術は継承しなかった。 
1960年、日本空手道会東日本を設立し、初代会長に就任。 1964年、全日本空手道連盟士都会副会長に就任。 1969年、埼玉県空手道連盟副会長に就任。 1972年、全日本空手道連盟一級審判に就任。 1980年に士都会会長となり、1993年には日本武道功労勲章を受賞。1993年に心不全で亡くなる。